# Gelazja
Gelazja – imię żeńskie pochodzenia greckiego, od gr. Gelàsios – „błyszczący, jaśniejący”. Wśród patronów tego imienia znajduje się św. Gelazy I, papież z V w. n. e.
Gelazja imieniny obchodzi 27 marca i 21 listopada.
Męski odpowiednik: Gelazy.